# Dame Maroie
Dame Maroie o Maroie de Dregnau de Lille (segle XIII) va ser una trobadora d'Arràs, a Artois, França.
Hom parla de Dame Margot en un jeu parti, o cançó de debat, "Je vous pri, dame Maroie". Aquesta cançó sobreviu en dos manuscrits, que donen cadascun d'ells melodies separades i no relacionades. En dos manuscrits se li atribueix un fragment d'una cançó, "Mout m'abelist quant je voi revenir". Dame Maroie és la destinatària d'un grand chant d'Andrieu Contredit d'Arràs. La destinatària va ser identificada com a Maroie de Dregnau de Lille de la qual queda una sola estrofa d'una única cançó, "Mout m'abelist quant je voi revenir" (en una forma típica de trober, ABABCDE), juntament amb la seva música.